# Lükoleón
Lükoleón (Kr. e. 4. század) ókori görög szónok.
Athénban működött, Iszokratész tanítványa volt. Khabriasz védelmére Kr. e. 366 – Kr. e. 365-ben az oropuszi ügyben egy beszédet tartott, amelyből egy mondatot idéz Arisztotelész a szónoklásról írott munkájában. Beszédeiből mindössze ez az egy mondat maradt fenn.